# Aleksander Nawrocki
Aleksander Nawrocki (ur. 15 września 1940 w Bartnikach, zm. 1 maja 2022) – polski poeta i pisarz.

## Życiorys
Absolwent Szkoły Podstawowej w Bartnikach i Liceum Ogólnokształcącego w Przasnyszu (1960). Następnie ukończył filologię polską i węgierską (1966) oraz etnografię na Uniwersytecie Warszawskim. Studiował również filozofię, socjologię, historię i archeologię. Studiował m.in. na Węgrzech i w Rumunii. Uczęszczał na wykłady z filozofii prowadzone przez Leszka Kołakowskiego. Jako pierwszy w świecie obronił pracę magisterską o poezji Czesława Miłosza (1967).
Debiutował wierszami w 1965 roku u Stanisława Grochowiaka w miesięczniku „Kultura”. W 1966 roku wydał zbiór wierszy Rdzawe owoce. Jest autorem 26 książek, w tym 18 tomów wierszy, 20 tomów wyborów wierszy oraz prozy wydanych za granicą, 2 tomów opowiadań, powieści Cień jego anioła, książki popularnonaukowej o szamanizmie syberyjskim, książki reportażowej Jak zamordowano Imre Nagya (powstanie węgierskie 1956 r.). Razem z żoną Barbarą wydał zbiór reportaży o Syberii Jakucja i ja. Tłumaczył z literatur: rosyjskiej, bułgarskiej, rumuńskiej, ukraińskiej, serbskiej, węgierskiej, fińskiej, angielskiej, francuskiej. Uczestnik wielu prestiżowych międzynarodowych festiwali literackich: Struga (Macedonia), Warna (Bułgaria), Belgrad, Izmir (Turcja), Kair, Twer (Rosja), Kijów, Ryga, Wilno, Bonn, Londyn.
Od 1992 roku był właścicielem Wydawnictwa Książkowego IBiS, od 1998 redaktorem naczelnym pisma „Poezja dzisiaj”, w latach 2013–2016 był wydawcą kwartalnika „LiryDram”. Wydawał głównie literaturę współczesną: polską i zagraniczną, w tym antologie poetyckie: grecka, hiszpańska, węgierska, fińska, rosyjska, ukraińska. Autor i wydawca dzieła Poezja Polska – Antologia Tysiąclecia. Współredaktor dwujęzycznej antologii poezji polskiej, wydanej w Rosji w serii Iz wieka w wiek, prezentującej antologie poetyckie 14 krajów słowiańskich.
Od roku 2001 organizował Światowych Dni Poezji UNESCO, na których wybitnym poetom polskim, niestandardowym, wręczana jest Nagroda „Laur UNESCO”, a zagranicznym Nagroda „Poezji dzisiaj”, pieniężna, za przekłady poezji polskiej. Od 2008 roku Nawrocki organizował Festiwale Poezji Słowiańskiej.
Od 18 lat współorganizator Warszawskiej Jesieni Poezji. Dzięki jego staraniom powstał w Ciechanowie Oddział Związku Literatów Polskich. Opublikował ponad dwadzieścia tomów tłumaczeń z literatury węgierskiej, rumuńskiej, bułgarskiej rosyjskiej, fińskiej. 
Uhonorowany wysokimi odznaczeniami przez prezydentów: Polski, Czech, Węgier i Republiki Jakuckiej. Łącznie był laureatem 22 prestiżowych nagród i odznaczeń krajowych i zagranicznych.
Był mężem Barbary z domu Jurkowskiej (1950–2020). Ojciec Doroty.
Zmarł 1 maja 2022 roku, pochowany 9 maja 2022 w grobie rodzinnym na cmentarzu Wojskowym na Powązkach (kwatera A III KOL-1-43).

## Twórczość
- „Rdzawe owoce”, 1966, zbiór wierszy wydany w serii „Zeszyty poetyckie” wydawnictwa „Pax”
- „Obecność”, 1969, zbiór wierszy, niektóre wiersze tłumaczone z języka węgierskiego
- „Poezje”, autor Sándor Petöfi, 1971, wybór, opracowanie i wstęp Aleksander Nawrocki, tłumaczenie z języka węgierskiego
- „Poezje wybrane”, autor Attila József, 1975, wybór i wstęp Aleksander Nawrocki, Klub Poetycki Związku Socjalistycznej Młodzieży Wiejskiej, Redakcji „Nowej Wsi”, Ludowej Spółdzielni Wydawniczej, tłumaczenie z języka węgierskiego
- „Święci ze snów i jarów”, 1977, zbiór opowiadań fantasy
- „Niebo cwałuje boso”, 1978, zbiór wierszy
- „Białe kamienie”, wybór wierszy autorstwa fińskiego poety Paavo Juhani Haavikko, 1978, wybór, wstęp i przekład Bożena Kłosek i Aleksander Nawrocki
- „Koń siedmionogi”, 1980, bajki węgierskie, wyboru i przekładu z węgierskiego dokonał Aleksander Nawrocki, tytuł oryginału „Magyar népmesék” 1960, ISBN 83-205-3098-9.
- „Rokitne szczęście”, 1983, zbiór wierszy, ISBN 83-207-0504-5.
- „Głogi”, 1984, zbiór wierszy, ISBN 83-03-00722-X.
- „Trzecie oko”, 1986, poezja rumuńska w przekładzie Aleksandra Nawrockiego
- „Za wczesny śnieg”, 1986, zbiór wierszy, ISBN 83-218-0569-8.
- „Poezje wybrane”, autor Ferenc Juhász, 1986, wybór i wstęp Aleksander Nawrocki, tłumaczenie z węgierskiego, ISBN 83-205-3963-3.
- „Widły śmiechu”, 1987, zbiór wierszy, ISBN 83-205-3860-2.
- „Cień jego anioła”, 1988, opowiadanie fantasy, ISBN 83-03-02321-7, wydane powtórnie pod tytułem „Cień jego anioła, czyli Tajemnica kobiety”, 1995, ISBN 83-86236-21-3.
- „Szamanizm i Węgrzy”, 1988, ISBN 83-207-0858-3.
- „Bracia Polarnej Zorzy”, bajki i baśnie ludowe estońskie i fińskie w przekładzie Aleksandra Nawrockiego, 1988, ISBN 83-7002-317-7.
- „Poeci Czarnogóry”, 1988, wybór i opracowanie Aleksander Nawrocki, tłumaczenie z serbskiego Marek Bartnicki
- „Sindbad”, autor Gyula Krúdy, 1988, tłumaczenie z węgierskiego i posłowie Aleksander Nawrocki, tytuł oryginału „Szindbád”, ISBN 83-7020-031-1.
- „Nie twoje srebrniki”, 1989, opowiadanie, ISBN 83-207-1222-X.
- „Białe plamy 4. Reporterska Aukcja Zdarzeń”, 1989, antologia, współautor, opublikowany utwór „Białe plamy na Węgrzech”
- „Jak zamordowano Imre Nagya”, 1990, reportaż z powstania węgierskiego z 1956 roku, tłumaczony na języki: węgierski, rumuński, bułgarski, serbochorwacki, rosyjski, angielski, niemiecki, ISBN 83-900051-0-7.
- „Wilno, ojczyzno moja...”, 1990, autor Alicja Rybałko, wybór utworów Aleksander Nawrocki
- „Niebo złote ci otworzę”, 1992, zbiór wierszy, antologia, współautor, 1994 wyd. 3 ISBN 83-86236-04-3.
- „Dla zakochanych”, 1992, zbiór wierszy, ISBN 83-86236-11-6.
- „Bolesław Leśmian”, wybór wierszy Bolesława Leśmiana, 1993, wybór i opracowanie Aleksander Nawrocki
- „I tęsknię i pragnę”, 1993, zbiór wierszy, niektóre tłumaczone z rosyjskiego i serbochorwackiego
- „I w tobie tańczy poeta” autorstwa indyjskiego poety Rabindranatha Tagore, 1993, wybór, wstęp i opracowanie i tłumaczenie z angielskiego Aleksander Nawrocki
- „Pieśni” autorstwa Safony, przekład z greckiego Janina Brzostowska, wstęp i opracowanie Aleksander Nawrocki, 1993
- „Zegary wujka Antoniego”, 1993, autor Stefan Arbatowski, redakcja Aleksandra Nawrockiego
- „Złote sny i fioletów żal (perły liryki europejskiej)”, 1993, autora Charles Baudelaire, wybór, wstęp i opracowanie Aleksander Nawrocki
- „Jest tylko Beatrycze” autorstwa Dantego Alighieri, 1994, wybór i opracowanie Aleksander Nawrocki
- „Kwiaty zła” autorstwa Charles’a Baudelaire’a, 1994, wybór, wstęp, opracowanie oraz tłumaczenie z języka francuskiego Aleksander Nawrocki, ISBN 83-86236-01-9.
- „Moje kochanie” autorstwa Konstanty Ildefons Gałczyński, wybór i opracowanie Aleksander Nawrocki, 1994, ISBN 83-86236-00-0.
- „Pocałunki” autor Maria Pawlikowska-Jasnorzewska, wybór i opracowanie Aleksander Nawrocki, 1994, ISBN 83-86236-12-4.
- „Testament mój”, autor Juliusz Słowacki, 1994, wybór i opracowanie Aleksander Nawrocki, ISBN 83-86236-10-8.
- „Ubiorę ciebie w błękit kwiatów...”, autor Kazimierz Przerwa-Tetmajer, 1994, wybór i opracowanie Aleksander Nawrocki, ISBN 83-86236-07-8.
- „Złota pogoda”, 1995, autor Halina Poświatowska, wybór i opracowanie Aleksander Nawrocki, ISBN 83-86236-19-1.
- „Laureaci VIII Festiwalu Poezji w XIV LO im. St. Staszica” autorstwa Patrycji Konarzewskiej, w redakcji i opracowaniu Aleksandra Nawrockiego, 1997, ISBN 83-86236-53-1.
- „Poezje” autorstwa Endre Ady, poezja węgierska, wybór, wstęp i tłumaczenie Aleksander Nawrocki, 1997, ISBN 83-86236-65-5.
- „Poezja polska”, antologia tysiąclecia Tom 1 i 2, pod redakcją Aleksandra Nawrockiego, 1998, ISBN 83-86236-71-X.
- „Poezje” autorstwa Endre Ady, poezja węgierska, wybór, wstęp i opracowanie Aleksander Nawrocki, 1999, ISBN 83-86236-75-2.
- Andras Petocz: Jedynie kochać kogoś pragnę (przetłumaczony: Aleksander Nawrocki), Wydawnictwo Książkowe IBiS, 1999, ISBN 83 86236 74 4
- Przedmowa do „Africa... My Africa = Moja Afryko!” autorstwa Simona Mola w przekładzie na język polski i pod redakcją Edwarda Osieckiego, 2002, ISBN 83-7192-174-8.
- „A Balaton melletti Szent György-hegyen: versek”, 2009, zbiór wierszy w tłumaczeniu István Kovács i Gábor Zsille na język węgierski, ISBN 978-963-06-7997-8.
- „Białe pejzaże”, wybór wierszy bułgarskiej poetki Ełki Niagołowej w przekładzie Aleksandra Nawrockiego, 2009, ISBN 978-83-7358-074-9.
- „Dedykacje”, 2009, zbiór wierszy
- „Stichotworienija”, 2009, tłumaczenie na język rosyjski wykonane przez Wierę Winogorowoj i Wiktora Kramarenko
- „Tołkowa amwoni... poezija”, 2009, tłumacz Dimitrina Lau-Bukowska, ISBN 9789549216165.
- „Wiesław Stanisław Ciesielski. Bio-bibliografia”, 2009, opracowanie Aleksander Nawrocki, ISBN 978-83-88783-13-5.
- „Codziennik z kobietami w tle”, 2010, zbiór wierszy
- „Povodac”, 2010, tłumacze Risto Vasilevski, Lilana Stejić, ISBN 978-86-7610-107-8.

## Ordery i odznaczenia
- Złoty Krzyż Zasługi (2002)[13]
- Krzyż Rycerski Orderu Zasługi Republiki Węgierskiej (Węgry, 2011)[14]

## Nagrody i wyróżnienia
- statuetka Przasnyskiego Koryfeusza (2004)
- Poeta roku 2008 – Nagroda Internetowego Miasta Literatów (USA)
- Nagroda Akademii Literatury i Sztuki Słowiańskiej z siedzibą w Bułgarii – za twórczość własną i promowanie literatury słowiańskiej (2008)
- Nagroda Ministra Kultury i Dziedzictwa Narodowego - za wydawanie miesięcznika „Poezja dzisiaj” (2009)
- Nagroda Ministerstwa Kultury Federacji Rosji - za przekłady wierszy A. Puszkina (2009)
- Międzynarodowa Nagroda im. Williama Szekspira - za twórczość własną – przyznana przez International Biographical Centre at its Headqarters in Cambridge – England (2009)
- „Atlant Słowiaństwa” - Międzynarodowa Nagroda Słowiańskiej Akademii Literatury i Sztuki za działalność na rzecz literatury słowiańskiej (2010)
- Dyplom Polskiego Komitetu ds. UNESCO - za upowszechnianie Światowego Dnia Poezji (2010)
- European Award the TREBBIA 2011 - za wybitne osiągnięcia w upowszechnianiu kultury europejskiej (2011)
- Gold Star – International Award, International Akademia Literary end Art Azerbejdżan (2011)
- Nagroda literacka ZAiKS-u dla tłumaczy (2016)[15]
- Nagroda „Love of Nature” European Academy of Sciences and Letters (2019)[1]

Źródło:.